# یاسمین ادر
یاسمین ادر (انگلیسی: Jasmin Eder؛ زادهٔ ۸ اکتبر ۱۹۹۲) بازیکن فوتبال اهل اتریش است.
وی همچنین در تیم ملی فوتبال زنان اتریش بازی کرده‌است.